# نورا (ممثلة)
نورا (18 يونيو 1954 -)، ممثلة مصرية.

## عن حياتها
من مواليد القاهرة وهي شقيقة الفنانة بوسي، حاصلة على بكالوريوس تجارة، اعتزلت التمثيل بعد عام 1993. وارتدت الحجاب، وسبق لها الزواج من الفنان حاتم ذو الفقار كما سبق لها الزواج من رجل الأعمال هشام طلعت مصطفى بعد اعتزالها التمثيل لكن انفصلا في عام 1998.

## أعمالها

### الأفلام
- 1962: وفاء للأبد
- 1965: الاعتراف
- 1967: الليالي الطويلة
- 1972: بيت من رمال
- 1974: اتنين واحد صفر
- 1975: يا رب توبة
- 1975: ومضى قطار العمر
- 1975: هذا أحبه وهذا أريده
- 1976: عندما يسقط الجسد
- 1977: هكذا الأيام
- 1977: كان وكان وكان
- 1977: الشياطين
- 1977: الحب في طريق مسدود
- 1978: شقة وعروسة يا رب
- 1978: الندم
- 1978: المليونيرة النشالة
- 1978: المحفظة معايا
- 1979: حياتي عذاب
- 1980: غاوي مشاكل
- 1980: ضربة شمس
- 1980: الفقراء أولادي
- 1980: الأبالسة
- 1981: لن أغفر أبدا
- 1982: دعوة خاصة جدا
- 1982: الغيرة القاتلة
- 1982: العار
- 1983: عنتر شايل سيفه
- 1984: ولكن شيئا ما يبقى
- 1984: حادي بادي
- 1985: خيوط العنكبوت
- 1985: تل العقارب
- 1985: انحراف
- 1985: إلى من يهمه الأمر
- 1985: الكيف
- 1986: أجراس الخطر
- 1987: نداء الدم
- 1987: مهمة صعبة جدا
- 1987: كف وأربع أصابع
- 1987: سكة سفر
- 1987: سفاح كرموز
- 1987: زمن حاتم زهران
- 1987: جري الوحوش
- 1987: المنحوس
- 1987: أربعة في مهمة رسمية
- 1988: نهر الخوف
- 1989: صراع الأحفاد
- 1989: الفتى الشرير
- 1989: أرملة رجل حي
- 1990: حلقة الرعب
- 1990: امرأة ضلت الطريق
- 1991: نساء ضد القانون
- 1991: المفسدون
- 1993: الهاربان

### المسلسلات
- 1972: أيام المرح
- 1972: القاهرة والناس
- 1972: الحائرة
- 1973: نوارة
- 1975: ابن الليل
- 1977: لا أنام
- 1977: هكذا الأيام
- 1978: أنا وأنت ورحلة العمر
- 1979: لعبة القدر
- 1979: علياء والمدينة
- 1980: الحلوة
- 1982: زهرة البنفسج
- 1982: أعقل زوجين في العالم
- 1982: أرزاق
- 1982: أديب
- 1983: مسافرون
- 1983: قلب من ذهب
- 1984: في قافلة الزمان
- 1984: امرأة مختلفة
- 1985: وأدرك شهريار الصباح
- 1986: عطشان يا صبايا
- 1987: هذا الرجل
- 1989: بنات زينب
- 1989: الرحاية
- 1989: الرجاء التزام الهدوء
- 1990: أبدا لم يكن حبا
- 1992: سبعة وجوه للحقيقة

### المسلسلات الإذاعية
- 1976: عاشق الروح

### المسرحيات
- 1964: لوكاندة الفردوس
- 1969: فندق الأشغال الشاقة
- 1978: مين ما يحبش زوبة
- 1982: حرم حضرة المحترم
- 1990: المليم بأربعة

## وصلات خارجية
- نورا على موقع IMDb (الإنجليزية)
- نورا على موقع قاعدة بيانات الأفلام العربية